# 編審
編審（Script Supervisor）是香港電視台在電視劇製作中獨有的名稱，正式名稱為「劇本審閱」，也簡稱「劇審」，但行內人大多稱呼為「編審」。

## 概要
除主力負責創作指導及帶領外，在編劇寫好劇本之後，編審更要負責改稿，令劇本不會出現不連貫的情況及離題，遇有編劇經驗不足或偶有失手，寫不出要求，編審更有可能要將劇本重寫。道出賣點後進行推銷，甚至乎擔任甄選適合演員所飾演的角色。
當編審其中一項甚為艱巨的工作就是賣橋。在故事敲定了之後，編審就要負責向公司各巨頭講解故事。在賣橋過程中，任憑你把聲調提高八度，抑或努力的擠眉弄眼，他們還是沒甚表情，你也沒法從他們的神態中看出，到底他們是不喜歡你的故事，還是對故事沒甚麼意見，更加估計不到在講完故事之後，他們會有甚麼提問？賣橋不成功的，請下回再努力，以前就試過有劇集要賣十次、八次橋才成功。現在新公司不再有賣橋這制度。
編審同時亦需要向演員講解故事。目的就是要向演員推銷角色，向他們解說其角色有何特別之處，跟他過往所演過的劇集有甚麼不同，尤其是一些大牌或部頭演員，他們要覺得故事吸引、角色有所發揮，甚至有機會讓他們登上視帝、視后寶座才會答應接拍的。遇上演員對角色不感興趣，就要馬上靈活變通，如對方覺得角色不夠討好，就要即場發揮編審的急才，馬上將角色調節，務求令對方滿意肯接拍為止。
在劇本完成之後，進入拍攝階段，別以為編審的工作就可以停下來，當拍攝時遇上一些製作上的問題，例如劇組找不到理想的場景、道具不配合，甚至演員發生意外或病倒，無法繼續拍攝，編審需要馬上更改劇本，令拍攝得以繼續進行。編審就好像一艘船的船長，任何時候都要緊守崗位，即使其他隊員都離開了，你仍得死守甲板。不過，同時你亦可以形容編審為編劇阿嬸，因為要經常執頭執尾。
不過，亦有個別情況，有些會一個人獨力自己完成編劇與編審的，這類情況都是出現外判製作。

## 香港及中國大陸的狀況
香港的電影及中國大陸的電視、電影行業並沒有「編審」的制度，只有編劇。但一些大陸電視劇也偶然在製作人員名單中見到「編審」的職銜，那只是拍攝電視劇的製作公司為酬謝某些特定的電視台高層、或有關人士而特別加上，所以甚至有時會有數個「編審」的名稱。此種「編審」在一般的情況下，根本與電視劇本身的創作完全沒有任何關係。
在香港的電視台，編審多是由經驗豐富的編劇晉升的，是劇本的掌舵人，負責帶領一班編劇創作整套劇集，既要負責制定方向，也要作出最後決策，劇本上有任何錯漏都要負責。
一般來說，無論經驗多豐富的電影編劇，由於創作的格式、路向及手法等的不一樣，電視台絕少直接聘用電影編劇作電視台的編審。就光說時間，電影只是約兩個小時的長度，而電視劇的長度則以數十小時計算，以電影的創作手法套用於電視劇並不合適。
例如香港著名的電影編劇阮繼志、陳文強，得獎後就曾在TVB擔任過編劇的職位；至於另一得獎者陳淑賢則稍有不同。陳文強本就在電視台出身，早熟悉電視劇的創作模式。